# 拉賈斯坦人
拉賈斯坦人（英文：Rajasthani people；印度文：राजस्थाणी लोग），是指住在印度拉賈斯坦邦的拉傑普特人，總人口數大約七千萬人，主要使用語言為拉賈斯坦語和印地語，主要信仰為印度教。保留了許多過去的寺廟、宮殿等充滿特色的建築，並且其文學、繪畫、音樂、舞蹈等方面也相當發達。

## 民族分布、人口與語言

### 民族分布

拉賈斯坦邦

居住於拉賈斯坦邦。拉賈斯坦邦是印度最大的邦，全邦面積342,239平方公里，橫向長869公里，縱向長826公里，佔印度全境10.41%，分成33個行政區，首都為齋浦爾。位於印度半島的西北部，北臨旁遮普省（印度）、哈里亞納邦、北方邦，東臨中央邦，南鄰古吉拉特邦，西臨巴基斯坦的旁遮普省。

### 人口
拉賈斯坦邦人口約有68,621,012人。各大城市的人口分別為齋浦爾30,73,349人，焦特布爾10,33,918人，烏代浦4,51,735人，科塔縣10,01,365人，德斯赫諾凱6,47,804人，阿傑梅爾5,42,580人，岡格阿納加爾3,70,768人，皮爾瓦拉3,60,009人，阿爾瓦爾3,15,310人，珀勒德布爾2,52,109人。

### 語言
拉賈斯坦人使用的語言是拉賈斯坦語和印地語。拉賈斯坦邦為印地語的通行範圍。拉賈斯坦語在世界的使用人數為12,917,000人，屬於印歐語系，印度-伊朗語族，印度-雅利安語支，擁有許多方言，例如最通行的方言為馬爾瓦爾語，主要通行於拉賈斯坦邦第二大城焦特布爾縣，也通行於巴爾梅爾縣、賈洛爾縣、巴利 (拉賈斯坦邦)以及部分的納高爾縣。對於拉賈斯坦語的眾多方言，拉賈斯坦人雖然會說，但傾向宣稱自己使用拉賈斯坦語，而非該方言的名字。。
拉賈斯坦語在19世紀和20世紀初被認為是印地語的方言，現在被認定為兩種相異的語言，且被拉賈斯坦邦政府定為官方語言。

## 地理環境
北回歸線通過其南部管轄縣班斯瓦拉縣。西部的拉賈斯坦邦乾燥而貧瘠，部分的塔爾沙漠包含在其中，由於塔爾沙漠佔該邦土地61%，而植被覆蓋地僅有9.56%，因此又被稱為「沙漠的城市」，相較之下西南部相較下濕潤富饒，擁有丘陵。以地形來說，西南—東北走向的古老阿拉瓦利嶺將拉賈斯坦邦分成兩種地形，左側為沙漠，右側為丘陵，也是森林植被帶，該山海拔高度1722公尺。地形的變化造成平均溫度和降雨量在拉賈斯坦邦呈現多元。氣候整體來說，拉賈斯坦邦為熱帶沙漠氣候，三月至九月極度的炎熱，十月至二月極度的寒冷。南部地區，盧尼河和昌巴爾河及其支流帶給人民水源，且在科塔縣組成沖積平原。

## 歷史沿革

### 起源
在公元前2世紀到公元5、6世纪之間，原本在中亞地區的塞種、貴霜、匈那人、嚈噠、古賈爾等部族，以及安息人（帕提亞人）和希臘人，大批移居印度。
他們與當地的土著融合形成後來所稱的拉傑普特人。他們好戰並且善戰，在印度西北部建立了許多王國。
具賽種人血統的拉傑普特人分布在印度河下游；具嚈噠人（白匈奴）血統的拉傑普特人分布在印度河中游；具貴霜人血統的拉傑普特人則分佈在五河流域。他們的首領多為外族出身的侍衛，自稱為「拉傑普特」。這樣的民族稱呼源自於梵語，意思是「王族後裔」，也有人將其解釋為「拉者之子」（拉者是對本土宗教--印度教君主、領袖的稱呼，拉傑普特人會把拉者稱為「拉那」）。這些部族仍保留著氏族關係和軍事組織。首領與一般成員組成刹帝利階級，共同佔有土地。為了建立統治的正當性，他們需要借助強大的宗教力量。意即需要由婆羅門來證明他們出自於印度本土古老的某一世系、某一王族；或是為某個英雄、某位神話中的天神（例如火神阿耆尼）的後裔。因此產生所謂的「日系」和「火系」等世系。

### 建立政權
西元6世纪，拉傑普特人共分成36個部族，其中有12個建立王朝。分別是位於西部的前卡拉丘里王朝、喬漢王朝、瞿折羅-普臘蒂哈臘王朝（Gurjara-Pratihara Dynasty）、帕拉瑪拉王朝、索蘭基王朝、拉托爾王朝、古希洛特王朝；位於南部的(伐泰比)遮娄其王朝、拉喜特拉庫塔王朝、(卡利阿尼)遮娄其王朝以及位於北部的後卡拉丘里王朝、昌德拉王朝。
西元8到12世紀，瞿折羅-普臘蒂哈臘王朝以西印度為據點向恒河流域擴張，與來自孟加拉的帕拉王朝，以及北上的拉喜特拉庫塔王朝爭戰，試圖稱霸北印度。瞿折羅-普臘蒂哈臘王朝於8世紀中葉佔領曲女城，建立巴厘哈爾王朝，稱雄北印度，但於11世紀分裂成許多小國。8世紀後期，拉喜特拉庫塔王朝北上，與瞿折羅-普臘蒂哈臘王朝爭奪古吉拉特與瑪律瓦。瞿折羅-普臘蒂哈臘王朝、帕拉王朝和拉喜特拉庫塔王朝爭雄北印度二百餘年，但始終未能完成統一局面。10～12世紀區域性王國林立，印度政治更加分裂。

### 德里蘇丹時期
阿拉伯人在8世紀初征服了印度西北部的信德（今巴基斯坦的信德省），揭開了穆斯林入侵印度的序幕。1001～1026年，加兹尼王朝的突厥穆斯林遠征印度西北，拉傑普特各王公貴族組成聯軍以抵抗外敵進攻。1191年，英雄普里色毗羅闍三世帶兵抵擋來自阿富汗的古爾王朝對恒河流域的進攻，並在第一次塔萊戰役取得勝利。然而，拉傑普特聯軍在1192年第二次塔萊戰役中大敗，德里與阿傑梅爾被占，從此德里蘇丹王朝開始統治印度。但拉傑普特人始終捍衛自己的獨立，遭到德里蘇丹王朝不斷的武力鎮壓。16世紀初葉，拉傑普特聯盟在政治、軍事上處於優勢，被稱作「印度教文化的保護者」與「尚武的民族」(另一些則前往尼泊爾成立王國)。

### 蒙兀兒時期
1527年拉傑普特聯軍在坎瓦戰役中被蒙兀兒人打敗。蒙兀兒帝國的第三代君主阿克巴大帝鑒於德里蘇丹國單純使用武力，試圖使拉傑普特人屈服之失敗政策的教訓，改採用懷柔政策，允許他們維持著各自的小王國，作為蒙兀兒帝國的藩屬國，並賜名「布爾」(指印度教地區)為地名，如焦特布爾、烏代布爾等。希望讓拉傑普特人成為蒙兀兒帝國統治印度的政治與軍事支柱。阿克巴大帝在征服拉傑普特人的軍事要地後隨即封賜下官爵，許多拉傑普特王公成為莫兀兒帝國的曼薩布達爾；拉傑普特騎兵也成為莫兀兒帝國的精銳部隊。

### 英國殖民統治時期
18世紀，拉傑普特人因馬拉地人介入，產生內亂而面臨分崩離析的局面，因此寄望於英國的支持，以免遭毀滅。印度總督沃倫·黑斯廷斯（Warren Hastings）對拉傑普特王公採取保護政策。1817～1823年，拉傑普特諸邦承認英國東印度公司的宗主權，從此展開英國對拉傑普特人的殖民統治。拉傑普特王公也並未參加1857至1858年的印度民族起義。1876年，英國議會通過「皇室封號法令」，拉傑普特諸邦正式成為英國附庸。據1901年英國殖民政府所進行的人口普查，英國將拉傑普特18個土邦及2個酋長國分為8組統治。
1947年印度獨立後，廢除了土邦政權，全國統一。拉傑普特地區改為拉賈斯坦邦及古吉拉突邦，拉傑普特諸土邦不復存在。

## 社會、家庭與婚姻

### 多元文化亞群體
拉賈斯坦由許多不同文化的種姓和部落社群組合而成，像是：阿希爾(Ahir)、拉傑普特人、賈特人、米娜(Meenas)、薩拉斯瓦蒂、比爾人、坎吉爾(Kanjar)、古爾哈(Gurjar)、格拉西亞(Garasia)等，不勝枚舉。

其中拉傑普特人是拉賈斯坦邦的主體民族，是剎帝利階級，被認為是勇敢的武士 ；

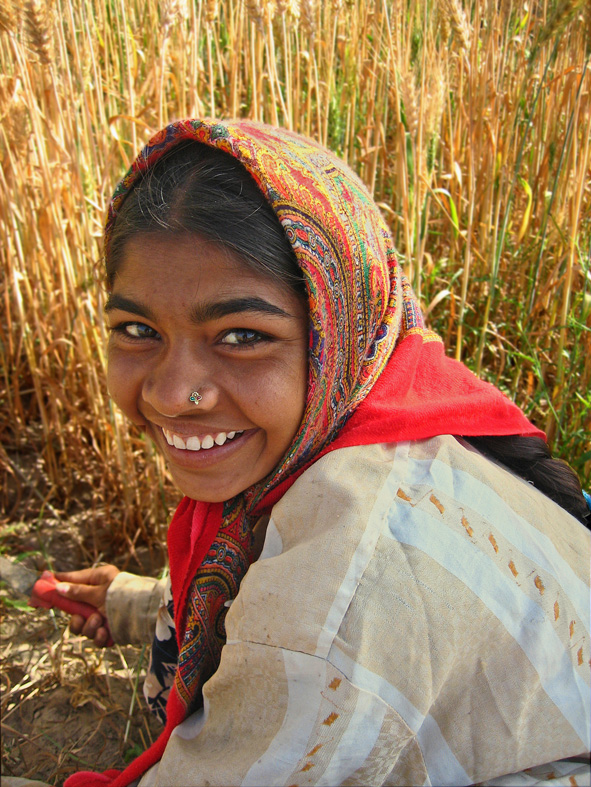
Ahir 的女人

阿希爾的傳統職業是放牧跟農業，是印度最大的放牧社群，但他們同時也以強大的戰力聞名。他們主要被發現在拉賈斯坦的阿爾瓦爾跟齋浦爾城市。
；賈特人原本在印度河下游是一群牧民，在拉賈斯坦邦是一群農民；米娜原本在拉賈斯坦邦地區統治多個地方，而後被拉傑普特人入侵並壓制。
古爾哈也是屬於農業的部族，在拉賈斯坦邦因為抗議印度保留制度(Reservation in India)而跟州政府發生衝突，目前在拉賈斯坦邦被歸類為其他落後階層(OBC)。特別的是，拉賈斯坦邦的古爾哈社區的性別比例降低，因此傳出一妻多夫的新聞，家庭的兄弟分享同一個女孩。
坎吉爾人起源於拉賈斯坦邦，後逃進叢林依靠森林維生，傳統職業是狩獵；出來後開始從事農業 ，但拉賈斯坦邦的坎吉爾人從事游牧
。

還有馬爾瓦爾人(Marwari)，他們是一個非常成功的商業社區，一開始是拉傑普特人王國時期的內陸貿易商，後來成為工業生產和其他行業的投資者。

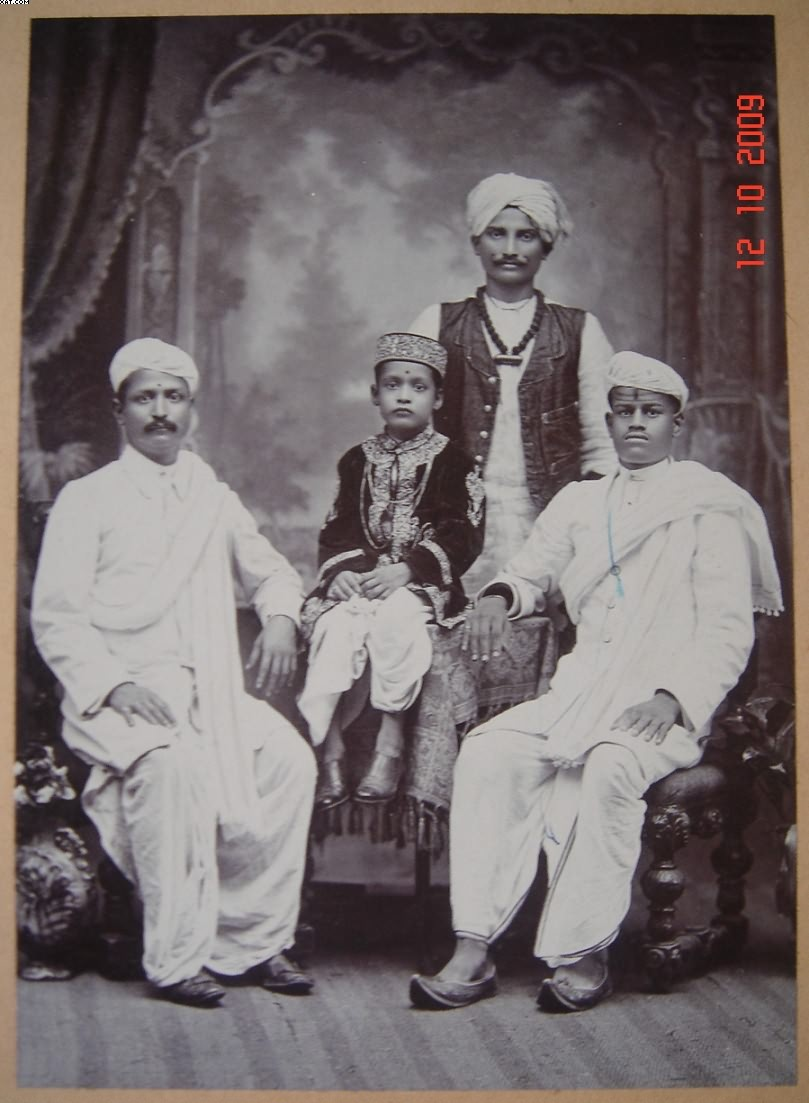
Marwari 的商人

### 童婚與高納
童婚在法律上是犯法的，但在拉賈斯坦邦仍然盛行童婚。
雙方父母會在孩子兒童時期便安排婚姻，並互贈禮物等。之後會進行婚禮的儀式，但是婚後女孩依然和自己的父母同住，不會和丈夫走，一直到新郎新娘都成長至一定的歲數(法定結婚年齡為十八歲，但事實上女孩的平均結婚年齡為十五歲)，會再舉行一個叫「高納」(Gauna)的儀式。經過此儀式後婚姻才算完成。
造成童婚的現象有許多原因，像是父母希望藉著婚姻關係嚇阻性侵。對窮人家而言，女兒越早嫁出去就只需付越少的嫁妝，也少一個需要餵養的人口。另外還有許多人受到社會氛圍影響，便幫孩子決定婚事。

### 季風節
季風節(英語：Teej)，Teej是一個主要盛行於尼泊爾以及印度北部的節日，其意義是為了慶祝女神帕爾瓦蒂和其丈夫濕婆神的結合、團聚，在每個地區慶祝方式有所差異，而節日的名字也不大相同。

在拉賈斯坦邦，因為節日期間會出現大量的綠色事物，所以Teej被稱為green Teej，另外，Teej也只慶祝兩天（印度教農曆的Shravana月的第三、四天）。Teej是一個屬於女性的節日，婦女們穿戴鮮豔華麗的服飾，手和腳繪上細緻的曼海蒂紋身，代表了吉祥以及幸福。在慶祝節日時，除了大量的歌舞、上寺廟祈禱等，已婚的婦女會為了祈求丈夫的長壽而禁食，甚至滴水未沾。在禁食的這一天，她們還會返回娘家盪鞦韆並從親朋好友那裡收到許多禮物，並尋找一種名叫teej的小型紅色昆蟲。未婚的婦女不一定要禁食，但她們也可以這麼做，祈禱自己能嫁給像濕婆這樣的丈夫，並且她們也一樣能收到禮物。

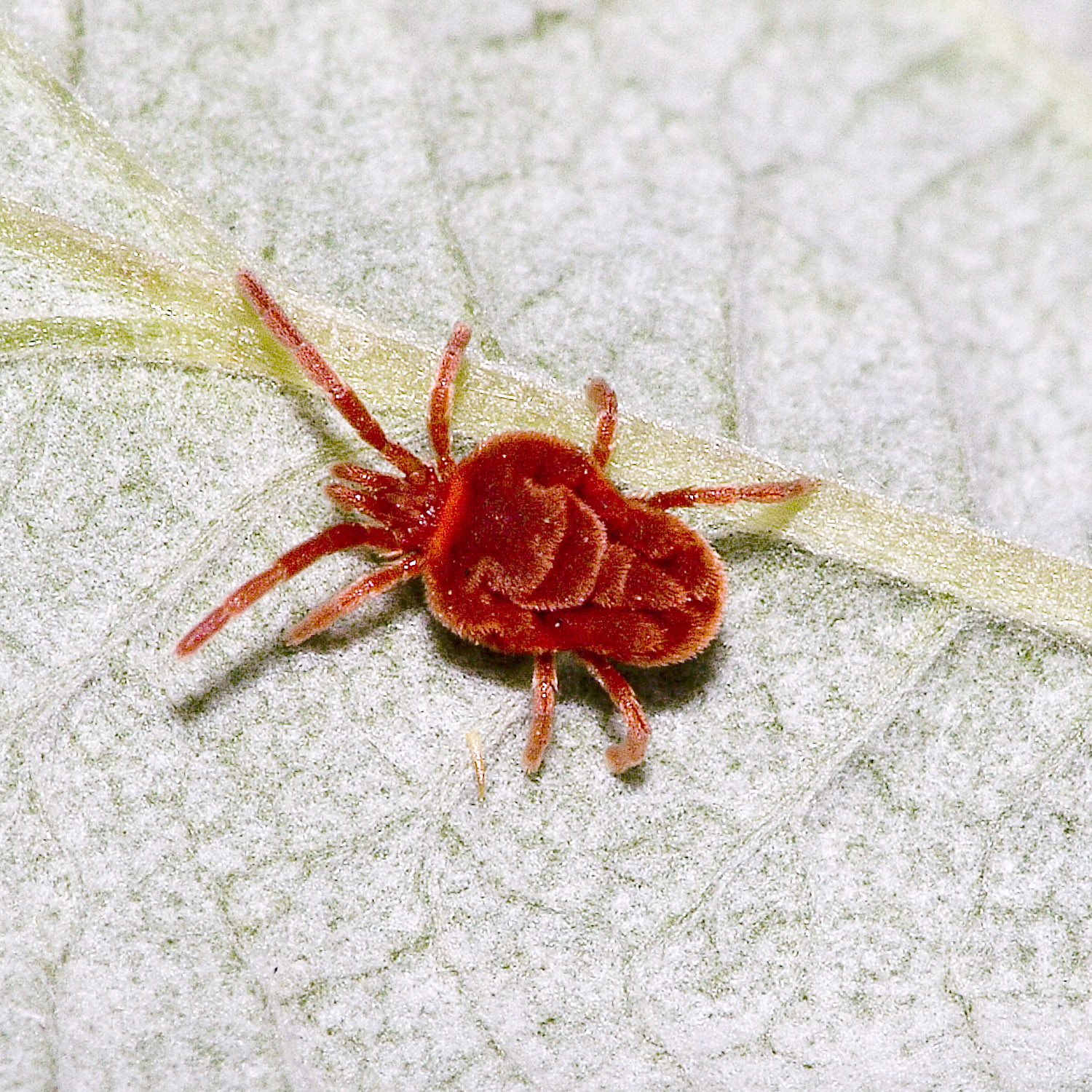
蟎

### Karva Chauth
又可拼為Karwa Chauth。此節日也是婦女很重要的節日之一，在印度教農曆的Kartik月的滿月之後第四天舉行，主要在印度北部盛行。

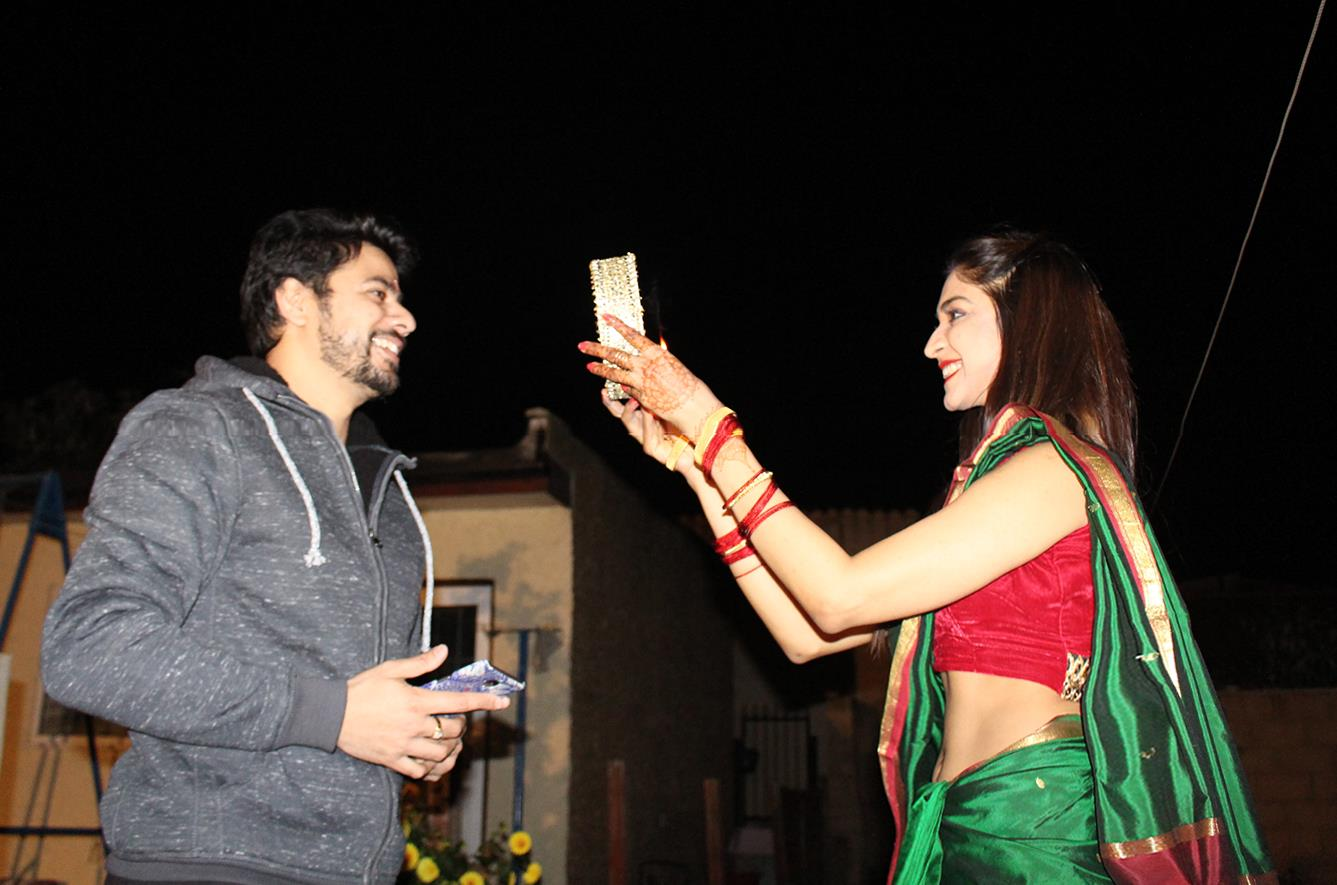
Karwachauth

#### 慶祝方式
這一天和teej相似，已婚婦女一樣實行嚴格的禁食來為丈夫祈福。這天婦女不用做家務，而且會特別精心裝扮，在手指上彩繪漂亮的曼海蒂、穿漂亮的沙麗，並收到許多禮物。
黎明前，婦女會先吃由婆婆準備的一餐──Sargi，之後一整天不吃東西、滴水不沾，一直到她們看見月亮，接著她們會透過篩子看著丈夫以及月亮，水透過反射的方式奉獻給月亮，之後丈夫會給妻子一口水以此打破齋戒。
月亮出來之前，社區裡的已婚婦女會聚在一起坐成圓圈，她們祭拜帕爾瓦蒂女神的泥偶，並唱歌、說故事、交換小土油燈七次，祈禱家人的健康，也是婦女的社交場合，這個儀式被稱為「 Puja Rituals」。

#### 意義
這個節日不只是為丈夫祈福，還慶祝了女人間特殊的友情。在古代，安排婚姻盛行，結婚時女性會認識另一位女性，並和她透過儀式成為神的朋友，她們之間的關係能讓新娘更能夠適應新的生活，不至於在夫家感到太過孤單寂寞，透過心理層面間接防止新娘逃跑。
在拉賈斯坦邦這個節日有其自身的意義。婦女們用泥土、米和小麥製作咖啡。她們在這天穿著他們的婚禮禮服或披肩式圍巾(Chunari)。這個節日在拉賈斯坦邦是Jyeshtha月進行，也被稱為Vat Purnima。傳說進行這種齋戒的女人不僅為丈夫贏得福祉，而且在未來的七次出生也會獲得同一位丈夫。

#### 關於節日的故事
- 有一個叫做韋爾瓦蒂（Veeravati）的王后是家中唯一的女兒，因此她的七個兄弟非常疼愛她。之後在Karva Chauth這一天，她實行的嚴格的禁食，在月亮還沒出來之前又渴又餓，她的哥哥們不忍心看她受苦，因此就在附近的樹上點火，用篩網隔著，製造月亮出來的假象，因此韋爾瓦蒂就吃了東西，沒想到國王卻死了。她哭得很傷心，女神帕爾瓦蒂向她接露整件事的原委，並告訴她再齋戒一次，當她完成齋戒後，閻王就只得被迫將她的丈夫復活。[34][35]

- 一個名叫卡瓦(Karva)的女人深深愛著她的丈夫。有一天在洗澡時，他的丈夫被鱷魚抓住了，卡瓦於是用棉紗將鱷魚捆綁起來，接著去找閻王要求祂將鱷魚送到地獄。閻王拒絕了她，她就威脅要詛咒他。閻王害怕一個忠誠的妻子的力量，便將鱷魚送到地獄，並祝福卡瓦的丈夫長壽。[35]

### 購買新娘
拉賈斯坦邦中，較為落後的地區或低下的種姓之間允許女人在離婚後和其他男人再婚，多數情況下，是由男方主動打破婚約，然後將女人轉手賣出，他們接收到的「彩禮」便可以拿去買新的妻子；除了丈夫，父親也有可能強迫女兒一直結婚，從中賺錢。

### 重男輕女與嫁妝
在印度，一個女人一生最重要的任務就是生孩子，能生出兒子被視為是為家庭增添榮耀、也讓家庭有了後繼，女人的價值會母憑子貴而漲高。通常女人在懷了一胎或兩胎的女兒後，若再有女兒就有很大的機會墮胎。較高種姓的女人能和丈夫或婆婆討論，可是較低種姓的女人便只能接受丈夫墮胎的意見，另外還有些女人因為社會壓力而自己想要墮胎。
家庭中的女性一般也沒有繼承不動產的權利，除非她沒有兄弟或是她透過法律的方式來保證自己的權利，可是大部分的女性還是會認為如果她們繼承不動產是很貪心的行為，而且會傷害的自己兄弟的福祉。因此做為動產的嫁妝對於女性來說就特別重要。
嫁妝被視為是新娘的榮耀。在婚前，新娘的父母就事先準備好嫁妝，一般來說，新娘也會自己準備嫁妝，像是刺繡棉被、床單等。嫁過去後，她的婆婆有權決定這些嫁妝的分配，像是分給小姑或是其他在這個家庭裡要出嫁的女人。
嫁妝為女孩的家庭帶來嚴重的負荷，因為足夠的嫁妝能確保女性在新的家庭能取得較好的地位。

## 產業與生活

### 經濟
此地區為印度第八大經濟體，淨國家國內產品（NSDP）超過115億美元。 拉賈斯坦邦的經濟在1994至2003年期間的複合平均增長率（CAGR）增長約6％。國家經濟依賴於農業，工業，旅遊和採礦部門。

#### 農業
拉賈斯坦邦的農業部門，佔該地區的經濟收入近22.5％。 在拉賈斯坦邦，已經種植的總面積約為2000萬公頃，其中20％的面積用於灌溉。 在拉賈斯坦邦種植的各種作物是小麥，油籽，堅果，喬瓦爾，大麥，克，豆類，巴拉，玉米和香料。更種植許多種水果和蔬菜，如橙子，芒果，檸檬，石榴，番石榴，馬鈴薯和豌豆。 農場主要靠貯水池和水井灌溉。 

#### 工業
拉賈斯坦邦從工業部門獲得收入，佔該州經濟的約32.5％。在拉賈斯坦邦，主要產業是地毯、植物油、羊毛製品，染料和紡織品，該州的私營部門行業包括石材、鞋類和皮革、玻璃器皿、陶瓷、鋼鐵、水泥和化學品，拉賈斯坦邦的重工業包括生產軋製鐵路股和鋅和銅冶煉。拉賈斯坦邦佔該國水泥總產量的15％，佔印度總鹽產量的10％。

#### 旅遊業
佔該州經濟近15％的旅遊業，拉賈斯坦邦的旅遊業不斷蓬勃發展，原因在於該州擁有極佳的自然風光，並且在該州各處都有許多宮殿和堡壘，吸引著來自印度和海外的遊客。
- Umaid Bhawan Palace: Umaid Bhawan Palace是拉賈斯坦邦最大的皇宮。
- Lake Palace: 坐落在 Pichola Lake, Udaipur.
- Hawa Mahal: 它被稱為“風之宮”或“微風之宮”，因為宮殿中有950多扇窗戶。
- Rambagh Palace: 曾是皇家宮殿現在轉換成文物旅館。
- Devi Garh Palace: 以前是一座宮殿，現今被改建為一家傳統酒店。在2006年，紐約時報將其命名為“一家在印度次大陸上的先進豪華酒店”。

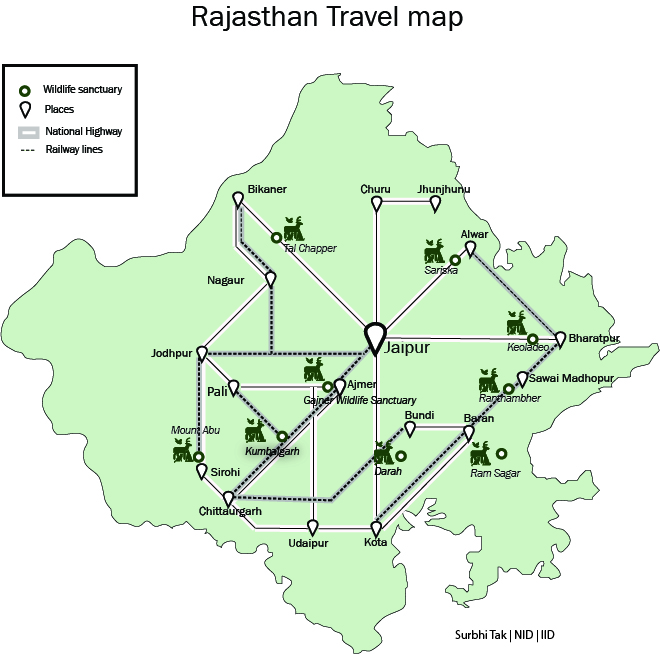
拉賈斯坦邦的旅遊地圖
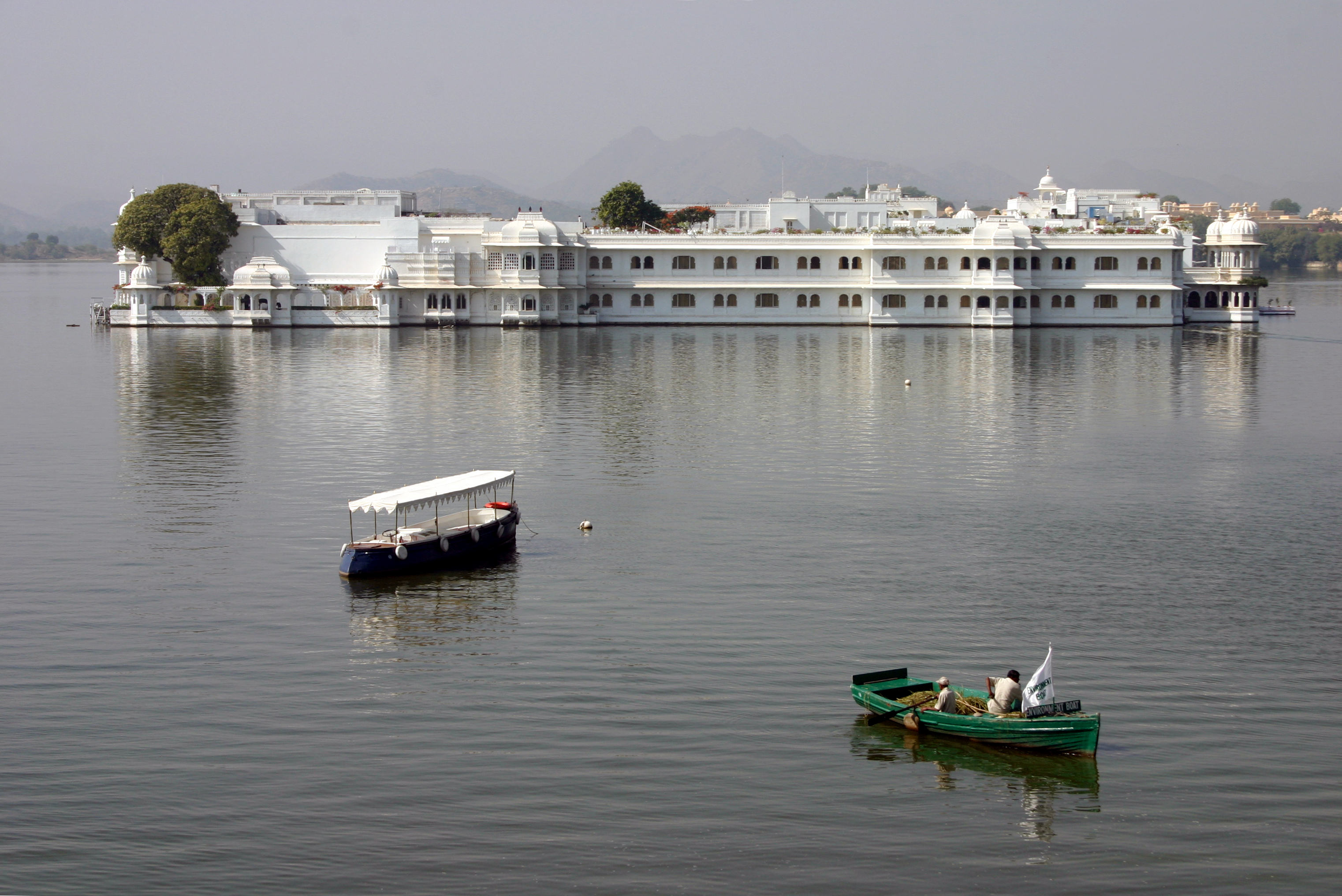
Lake Palace
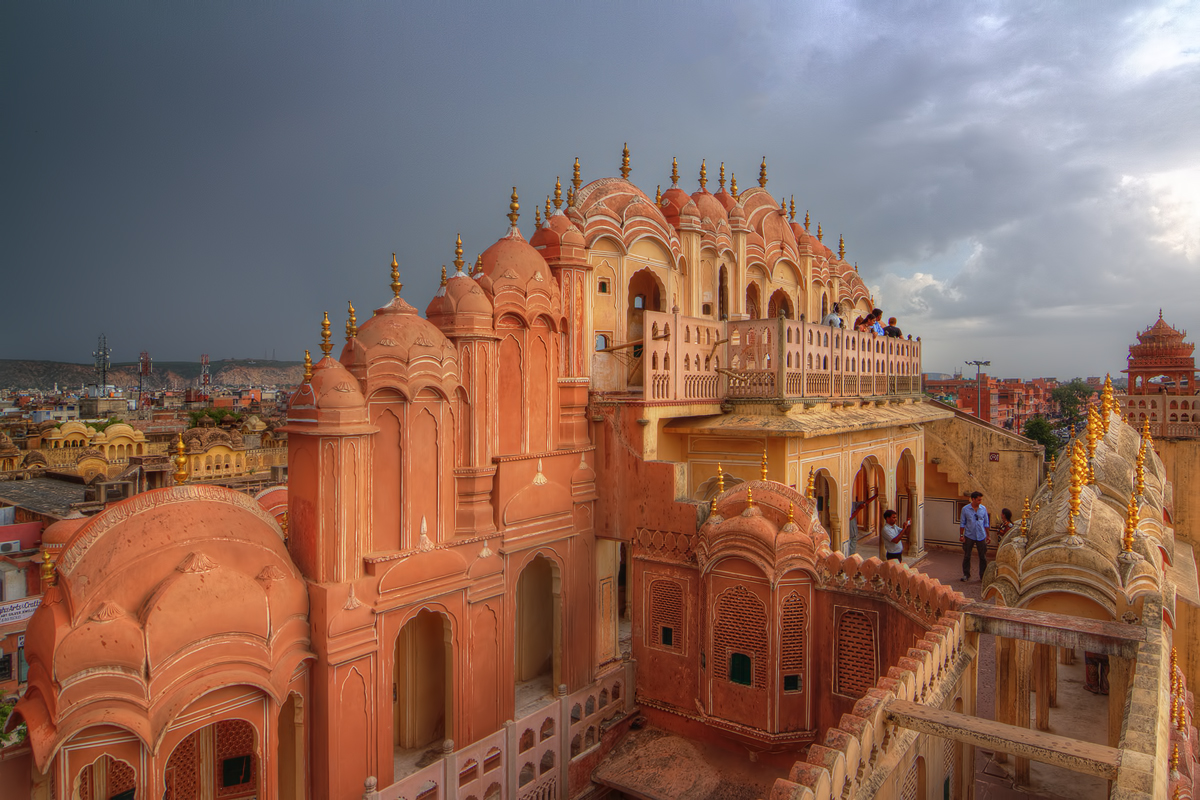
Hawa Mahal
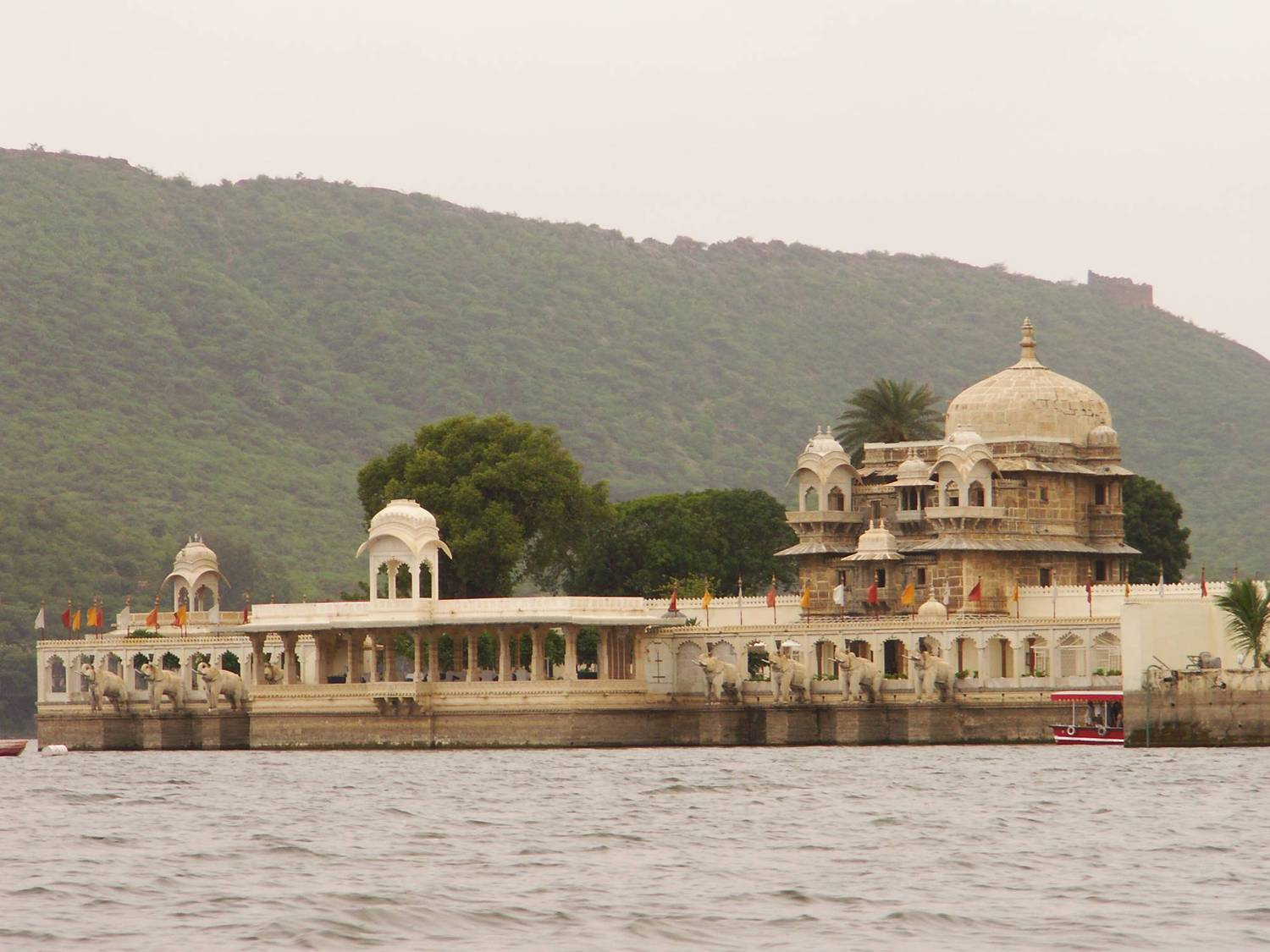
Jag Mandir
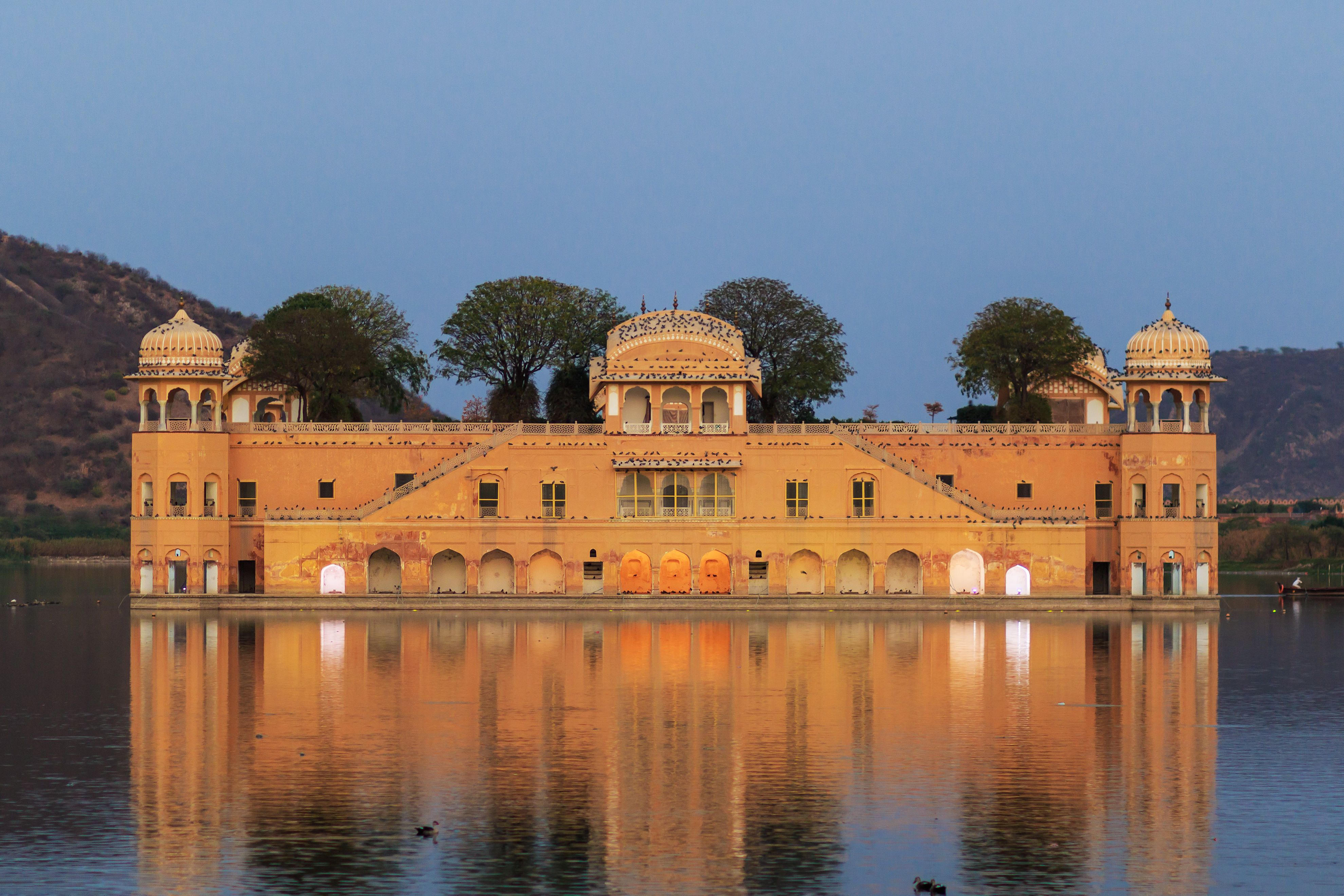
Jal Mahal
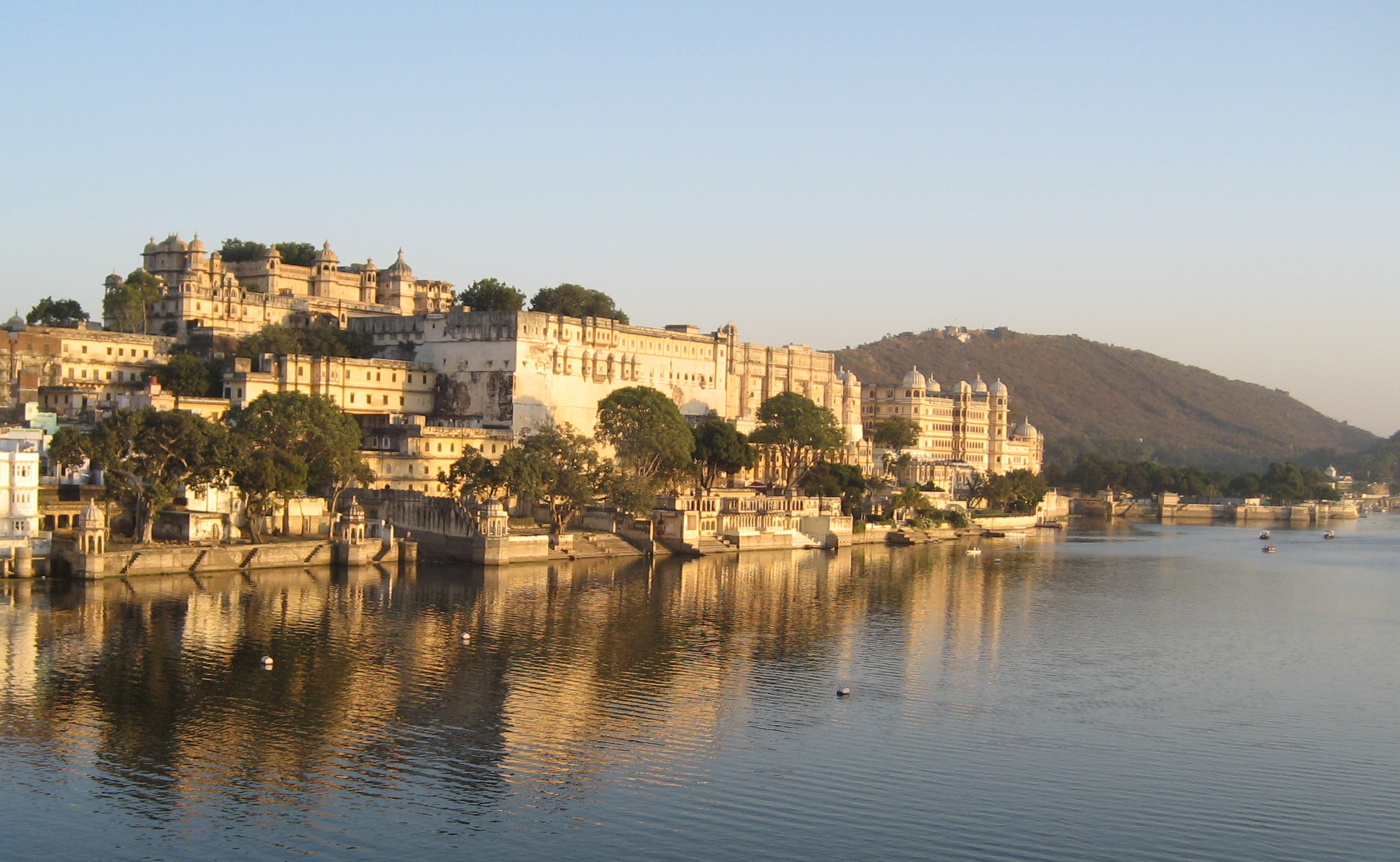
City Palace, Udaipur

#### 其他
交通、電力、金融、銀行機構、電信、能源和基礎設施部門，也為拉賈斯坦邦經濟做出貢獻，只是所佔比例不高。

### 傳統寺廟
拉賈斯坦的傳統建築，又稱為是Maru Gurjara建築，起源於西元六世紀時，印度拉賈斯坦邦地區及其周邊地區。

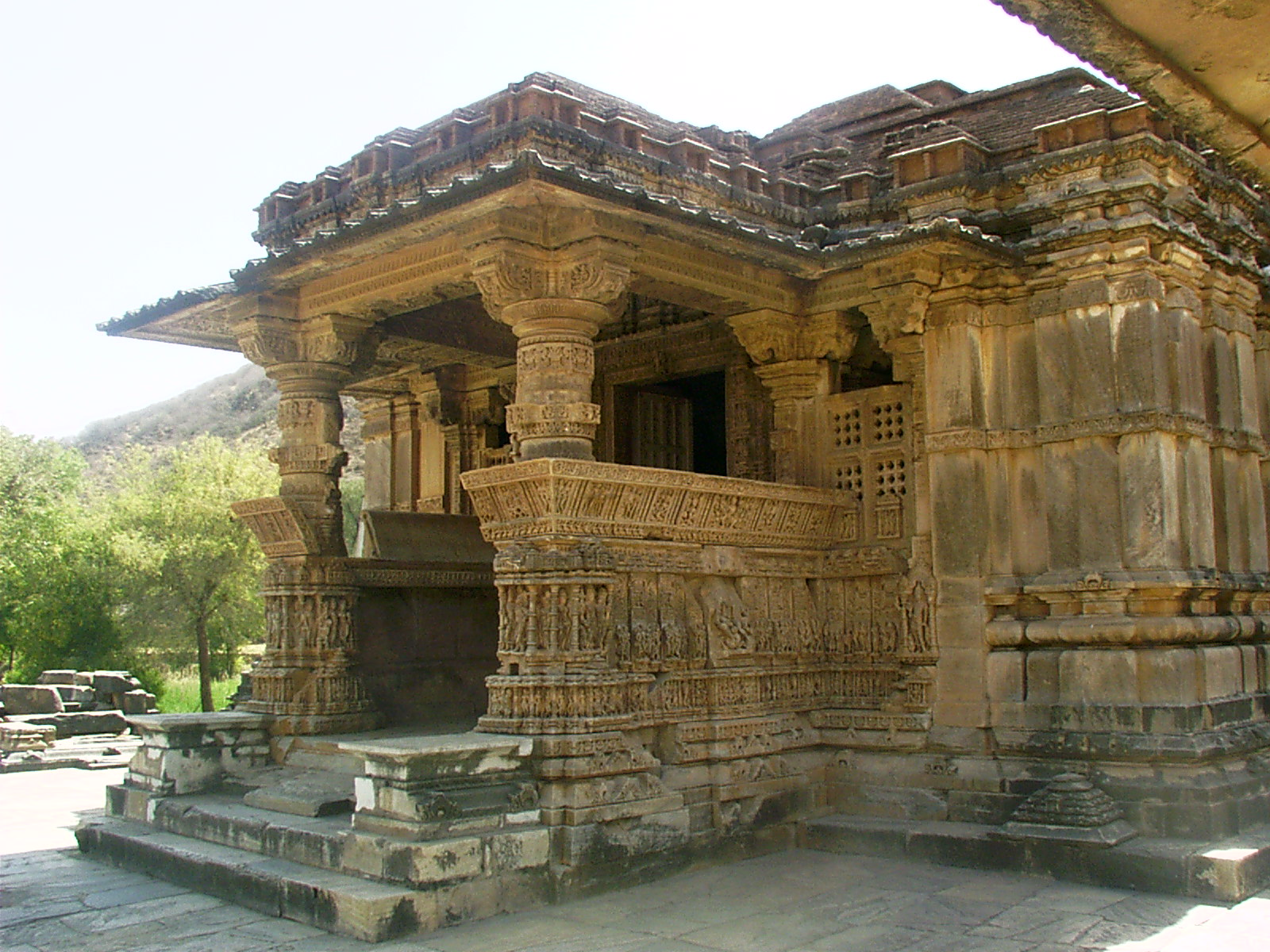
Nagda 寺廟

#### 詞源
Maru Gurjara這個名字起源於，過去拉賈斯坦邦和古吉拉特邦(Gujarat)，在民族，文化和政治方面的相似之處。(拉賈斯坦邦的舊名為Marudesh，而古吉拉特邦被稱為Gurjaratra。)
“Maru Gurjara art”的字面意思是“拉賈斯坦邦的藝術”。

#### 發展

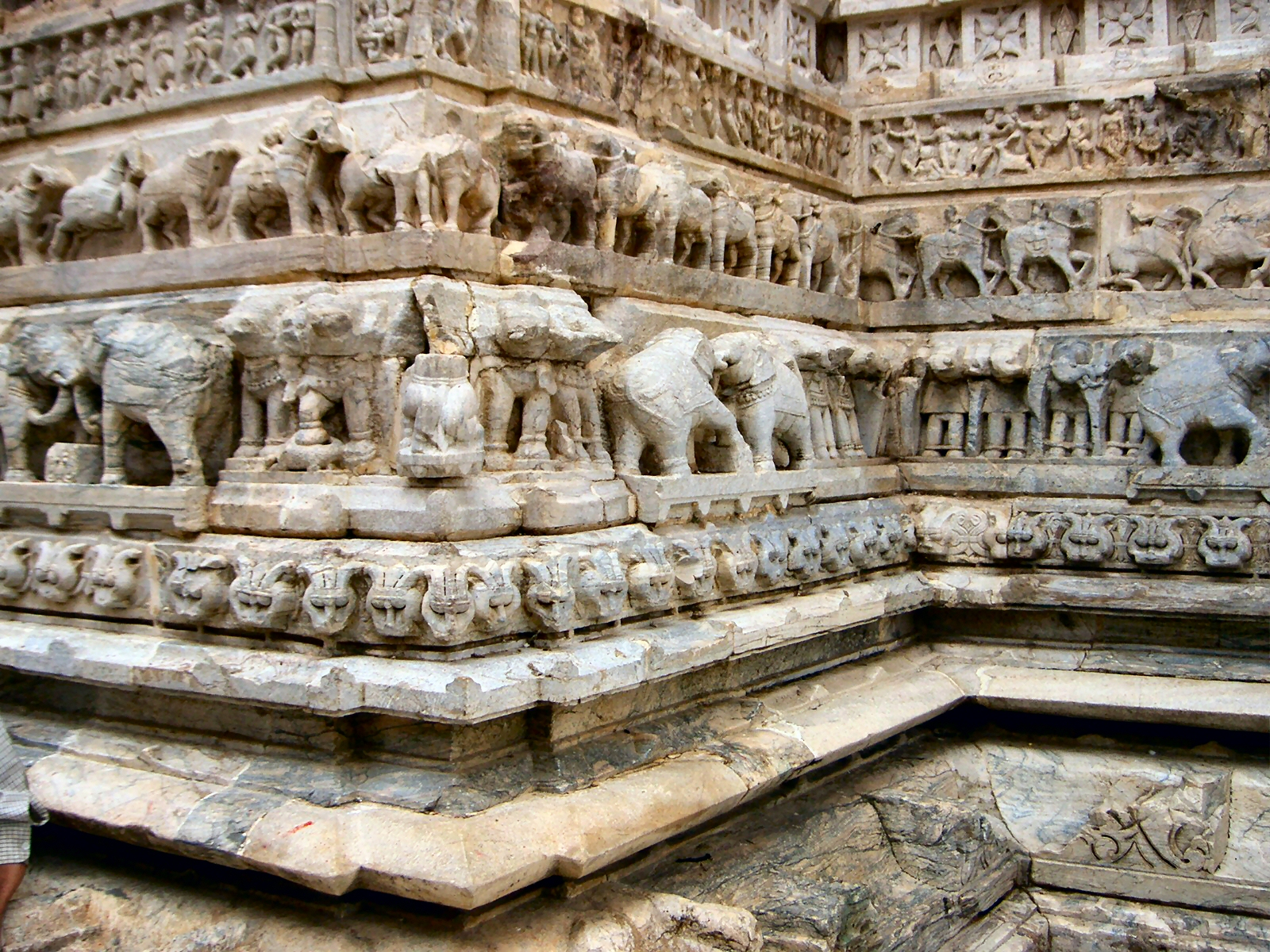
在西元1651年，大象被雕刻在Jagdish寺廟的牆上，(建造者為Maharana Jagat Singh一世)。

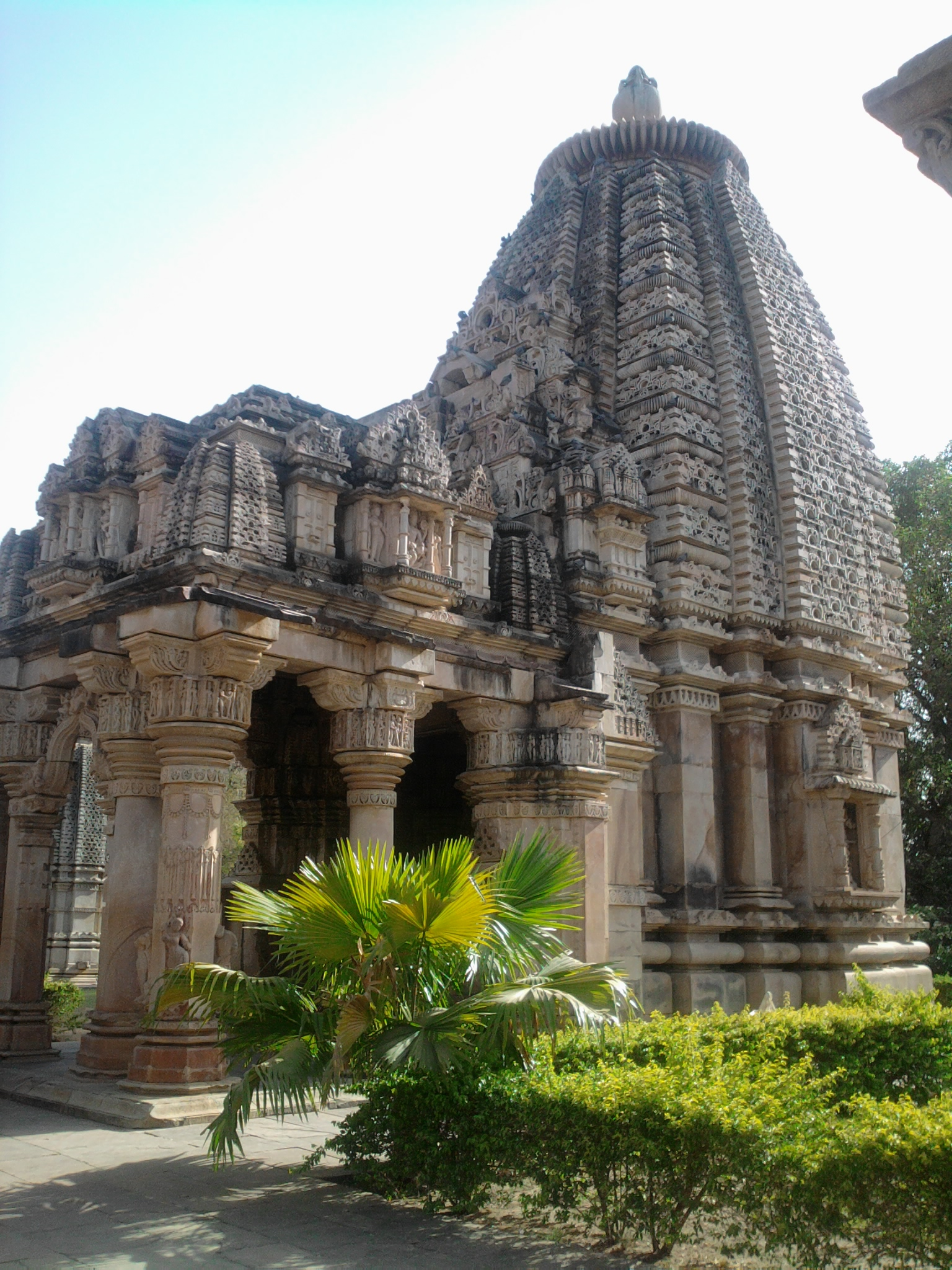
Baroli寺廟群

Maru Gurjara建築，讓我們對過去拉賈斯坦建築物的結構和技術有深刻的理解。Maru Gurjara建築有兩個突出的風格Maha-Maru和Maru-Gurjara。 
根據M.A Dhaky的說法，Maha-Maru風格主要發展於Marudesa，Sapadalaksha，Surasena和Uparamala的部分地區，而Maru-Gurjara起源於Medapata，Gurjaradesa-Arbuda，Gurjaradesa-Anarta和古吉拉特邦的一些地區。 有些學者，如:George Michell、M.A.Dhaky和Michael W. Meister等學者,認為Maru Gurjara神廟建築完全是西印度建築，與北印度神廟建築完全不同。Māru-Gurjara建築與Hoysala寺廟建築之間有些關聯，在這兩種風格中，建築都以雕刻的方式作呈現。

## 信仰與習俗

### 信仰
拉賈斯坦人口信仰圓餅圖 (2011)
拉賈斯坦人的信仰主要以印度教為主，佔了將近九成的比例，信仰人口數第二多的則是伊斯蘭教，另外也有少部分的錫克教、耆那教、基督教和佛教信徒。
當地的印度教主要派別為濕婆派和毘濕奴派，而印度教三大派之一的沙克達教則是以女神巴哈瓦尼（Bhavani）的形式受到崇拜。
拉賈斯坦穆斯林大部分是遜尼派。隨著伊斯蘭教的引入，許多當地人皈依伊斯蘭教，但他們仍然保持原本的傳統，繼續遵循從前的拉賈斯坦儀式和習俗，顯示出拉賈斯坦人對當地文化的強烈認同。
隨著時間推移，拉賈斯坦的錫克教信徒也有所增加。雖然佛教在孔雀王朝時成為印度的主要宗教，但孔雀王朝對拉賈斯坦邦及其文化的影響極小，因此信仰佛教的人口數也不多。而雖然耆那教在現今的拉賈斯坦邦並不普遍，但拉賈斯坦邦和古吉拉特邦在歷史上曾是耆那教的強大信仰中心。

### 習俗
主要宗教印度教的節日，例如侯麗節、排燈節等基本上都會慶祝。

#### 沙漠節
這個節日在賈沙梅爾舉辦，於每年的1月至2月之間舉行三天。
拉賈斯坦的男女會唱歌跳舞，唱出勇敢、浪漫和悲劇的歌謠。此外還有木偶戲、雜技表演、駱駝紋身表演、駱駝比賽、駱駝馬球、傳統遊行等活動。

#### MARWAR FESTIVAL（馬爾瓦節）
最初被稱為Maand Festival，是在焦特布爾市最受歡迎的節日，在每年的9月至10月之間舉行，為期兩天，以紀念拉賈斯坦邦的英雄。
這個節日主要特色是馬爾瓦地區的音樂和舞蹈，民間藝術家會歌頌英雄們的故事。另外也會舉行駱駝紋身秀和各式各樣的比賽。

## 文學與藝術

### 文學
拉賈斯坦文學的發展進程
分為3個階段
- 公元900至1400年的早期
- 公元1400年至1857年中世紀時期
- 1857年至今的現代時期

#### 最早
最早被提及拉賈斯坦文學作品來自一個著名的作品Kuvalayamala。 778在馬爾瓦東南部Jalor鎮由Jain acharya Udyotan Suri提供。 Udyotan Suri將其稱為Maru Bhasha或Maru Vani。
除了學術文獻外，還有民間文學。民間文學包括民謠，歌曲，諺語，民間傳說和頌歌。
英雄和倫理詩歌是拉賈斯坦文學歷史上的兩個主要組成部分。

#### 中期
在拉賈斯坦邦的中世紀社會和政治機構的早期形成過程中，拉賈斯坦文學以及丁格爾語的virkavya（英雄詩歌）的發展形成了。馬哈拉賈查塔爾辛格（1879-1929）是一位來自Mewar的信徒詩人。他的貢獻是詩歌風格，本質上是一種吟遊詩人的傳統。另一位重要的詩人是Hinglajdan Kaviya（1861-1948）。他的貢獻主要是英雄式的詩歌風格。

#### 現代
現代拉賈斯坦文學始於Suryamal Misrama的作品[45]。這個時期的另外兩位重要詩人是Bakhtavara Ji和Kaviraja Muraridana。

##### Suryamal Misrama
拉賈斯坦文學的重要作家，拉賈斯坦人稱他為Maha Kavi，意思是「偉大的詩人」。他最重要的作品是Vamsa Bhaskara和Virasatsaī。Vamsa Bhaskara是一個關於歷史英雄的史詩，敘述在Rajputana王子統治時期下的拉賈斯坦地區。Virasatsaī則是一本對句集，裡面蒐集了數百的對句。

### 美術
拉賈斯坦人的繪畫豐富多彩，這種繪畫被稱為Maru-Gurjar，為古代拉賈斯坦邦的皇室所大力推行。 在皇家贊助下，在拉賈斯坦邦發展出各種風格如phad繪畫(Mewar)、微型繪畫、kajali繪畫、寶石繪畫等，並在15至17世紀達到巔峰。在拉賈斯坦的繪畫能發現了令人難以置信的多樣性和想像力的創造力。 主要的藝術學校是Mewar，Marwar，Kishangarh，本迪，科塔，齋浦爾和阿爾瓦爾。

#### Maru-Gurjar繪畫的發展
- 西印度的繪畫風格 - 公元700年
- Mewar Jain繪畫風格 - 公元1250年
- 蘇丹國Maru-Gurjar繪畫風格的混合 - 公元1550年
- Mewar，Marwar，Dhundar和Harothi風格 - 公元1585年

#### 微型繪畫
微型繪畫通常與莫兀兒藝術有關，但它在印度可以追溯到許多世紀，在各地發展出不同的風格。

#### 寶石繪畫
通過使用細磨的寶石，將更亮的顏色添加到各種拉賈斯坦繪畫中。各種寶石和半寶石用於寶石畫中的不同顏色。

#### Phad繪畫（Mewar）
是最古老的拉賈斯坦藝術形式，基本上是用布做成的捲軸畫，是印度布畫的美麗標本。 這些都有自己的風格和圖案，並且由於其鮮豔的色彩和歷史主題而非常受歡迎。

#### Kishangarh繪畫
17、18世紀的重要風格

#### Kajali繪畫
拉賈斯坦邦的特殊藝術收藏，由拉賈斯坦邦某些地區的少數人所完成。每件由黑色卡哈爾和石材製成的畫作都需要廣泛的努力和專業的技術。

#### Bani Thani繪畫
拉賈斯坦地區著名的美術學校Kishengarh所擅長的風格。這可以歸功於其皇室贊助人 - 拉賈·賽恩特·辛格，也被稱為Nagari Das，他是這些畫作的鼻祖。

### 舞蹈

#### Ghoomar
這是一種為女性而設計的社交舞蹈，在喜慶的場合進行表演。來自ghoomna，piroutte這個詞，是一個非常簡單的舞蹈，女士們只需輕輕地，優雅地在圈子裡旋轉。

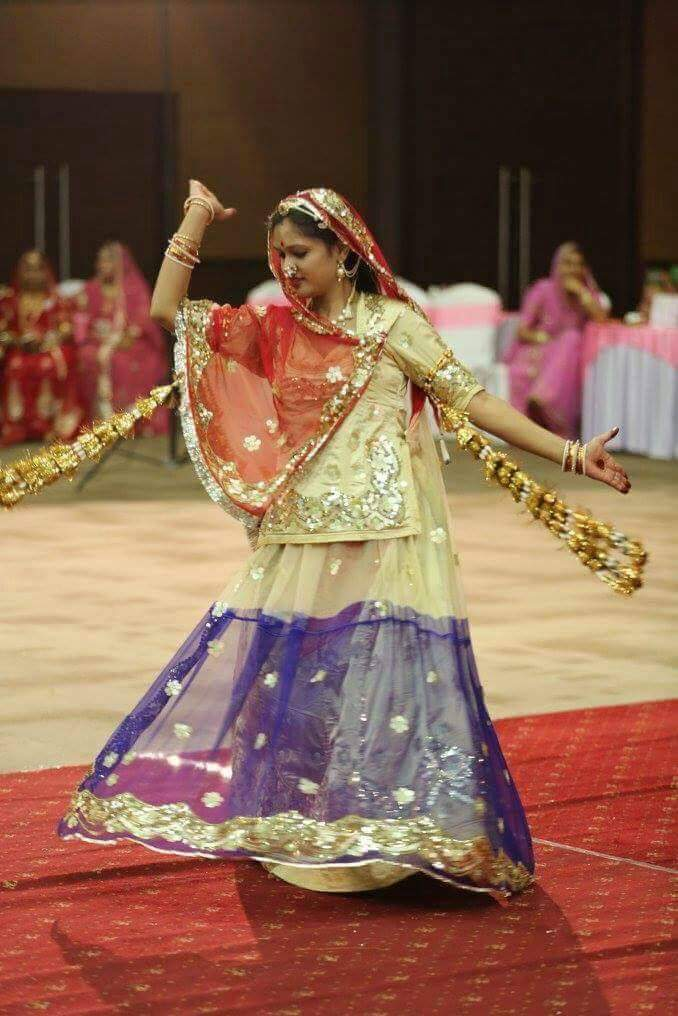
Rajput Woman performing Ghoomar02〡200px

#### Gait Ghoomar
這是拉賈斯坦邦的Bhil部落的眾多舞蹈形式之一，在胡里節期間演出，類似Ghoomar，但這是男女雙方一起跳舞的表演。

#### Gait
在Holi節上表演的舞蹈，只有男性才能表演。

#### Chari
這在Kishengarh地區很受歡迎，是一種在頭上放一個chari或盆，並將一盞發光的燈放在盆上的舞蹈。

#### Kachhi Ghodi
這是一種在假馬上進行的動作不大的舞蹈。男騎士穿著精心製作的服裝的騎在裝飾得很好的假馬上。

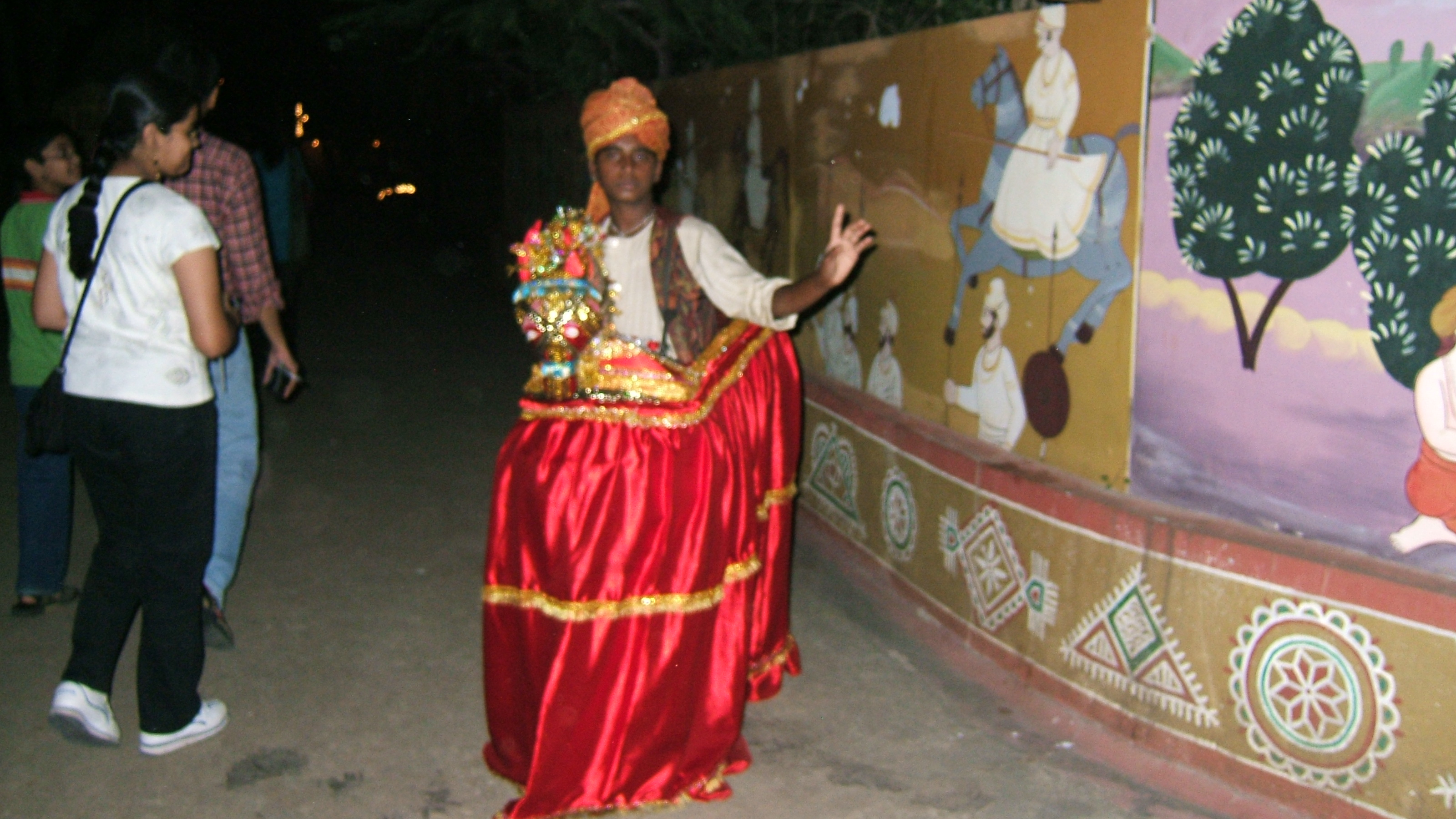
Chokhi Dhani- hobby horse〡200px

#### 火舞
男孩們隨著鼓聲在火上舞動。

#### Teerah Taali
男人們在後面演奏一種稱為chau-tara的四弦樂器，而女人則坐在一堆manjeeras或鐃中，將他們綁在身上或用手中拿著的那些東西打自己。有時候，女人們還會在他們的牙齒之間放一把劍，或者在他們的頭上放置點著燈的花盆。

### 音樂
拉賈斯坦邦的樂器很簡單但很不尋常，通常是由音樂家自己手工製作，每把樂器都是獨一無二的，因此很難能將拉賈斯坦的樂器統整與歸類，較有名的樂器包括Morchang，Naad，Sarangi，Kamayacha，Rawanhattha，Algoza，Khartal，Poongi，Bankia和Da等。
拉賈斯坦最古老的民間音樂風格稱為Maand。

## 現況

### 產業

#### 網路行銷
建立新業務一直是企業家的一項繁忙的任務，但與過去幾十年相比，州政府已經將這項任務變得更加簡單。 為了解決這個問題，拉賈斯坦邦政府實施了一個單一窗口系統，企業家可以與當局進行互動，以獲得各自項目的法定批准。 為體現政府的承諾，該制度已通過頒布2011年拉賈斯坦邦企業單一窗口啟用和清除法案而實施。此外，拉賈斯坦邦政府開始在手工業，與其他小型產業進行網上交易。

#### IT產業
在2015年時發布的政策，期待拉賈斯坦邦的資訊科技可以跟上歐美國家，在2025年前達成以下幾項目標:
1、讓兩個人（至少每個家庭都有一位女性）知道如何接近使用網路和新媒體的科技。
2、實現高達5,00,000個直接可僱用的專業人士ICT部門
3、開發至少2000個技術創業公司
4、優先考慮IT / ITeS / ESDM行業
5、增加電流投資IT / ITeS領域，將IT營業額提高到5兆(印度盧比)，並增加IT從國家出口到5000億(印度盧比)。

### 社會問題
隨著時代的演變，女性主義也逐漸崛起，針對許多女性問題做出批判，像是Teej、Karva Chauth等關於女性的節日被視為是一種對於女性的壓迫。還有像是拉賈斯坦的童婚問題，它造成的問題包括：使新郎新娘之間對彼此沒有愛情的感覺、剝奪女性受教育的權利、孩子無法負擔家庭責任、違反自由人權等，因此越來越多人反對童婚。目前政府正致力於制定相關法律、措施以解決傳統與現代碰撞下的衝突。

### 保留制度
印度的保留制度旨在提高落後社群的社會地位，並改善他們的生活。實際措施為教育上頒發獎助學金、保留民選機構中的席次，還有公家機關公務員的一定比例由特定的種姓、社群來擔任等。
目前官方認定的有計畫種姓(Scheduled Castes，簡稱：SCs)、計畫部落(Scheduled Tribes，簡稱：STs)，以及其他落後階層(Other Backward Class，簡稱：OBC)。
根據1976年的計劃種姓和計畫部落修正法，(The Scheduled Castes and Scheduled Tribes Orders Act, 1976)。以下列出拉賈斯坦邦的計畫部落的名單。
1. Bhil, Bhil Garasia, Dholi Bhil, Dungri Bhil, Dungri Garasia, Mewasi Bhil, Rawal Bhil, Tadvi Bhil, Bhagalia, Bhilala, Pawra, Vasava, Vasave
2. Bhil Mina
3. Damor, Damaria
4. Dhanka, Tadvi, Tetaria, Valvi
5. Garasia (包含 Rajput Garasia)
6. Kathodi, Katkari, Dhor Kathodi, Dhor Katkari, Son Kathodi, Son Katkari
7. Kokna, Kokni, Kukna
8. Koli Dhor, Tokre Koli, Kolcha, Kolgha
9. Mina
10. Naikda, Nayaka, Cholivala Nayaka, Kapadia Nayaka, Mota Nayaka, Nana Nayaka
11. Patelia
12. Seharia, Sehria, Sahariya

## 外部連結
- http://rajasthan.gov.in/Pages/default.aspx （页面存档备份，存于）

- https://web.archive.org/web/20150219101434/http://rajasthan.gov.in/StateProfile/ArtandCulture